# Algimantas Liubinskas
Algimantas Liubinskas (Kybartai, 4 novembre 1951) è un allenatore di calcio ed ex calciatore sovietico, e dal 1991 lituano.

## Carriera
Dopo aver giocato per molti anni è diventato allenatore a seguito di un serio infortunio.
È stato allenatore dello Žalgiris Vilnius in epoca sovietica.
È stato commissario tecnico della nazionale lituana in due periodi: tra il 1992 e il 1996 e tra il 2003 e il 2008.

## Palmarès

### Allenatore

#### Competizioni nazionali
- Campionato lituano: 1

Kareda Kaunas: 1996-1997
- Coppa di Lituania: 1

Kareda Kaunas: 1996
- Supercoppa di Lituania: 1

Kareda Kaunas: 1996